# Julián Ruiz Martorell
Julián Ruiz Martorell (Cuenca, 19 de janeiro de 1957) é teólogo e prelado espanhol da Igreja Católica Romana. Desde 2023 até os dias atuais, é ordinário da Diocese de Sigüenza-Guadalajara, em seu país natal. De 2010 até então, governou, ao mesmo tempo, as dioceses de Huesca e de Jaca.

## Biografia
Natural de Cuenca, Espanha, frequentou o Seminário de Saragoça, onde realizou os estudos eclesiásticos.
Foi ordenado sacerdote em Saragoça em 24 de outubro de 1981, de 1983 a 1988, completou seus estudos em Roma, obtendo a licenciatura em Teologia Dogmática junto à Pontifícia Universidade Gregoriana e licenciatura em Sagradas Escrituras junto ao Pontifício Instituto Bíblico. É autor de vários estudos e artigos sobre este tema.
Exerceu os seguintes cargos: membro da Paróquia de Santa Rafaela Maria de Porras (1988-1993); diretora do Instituto Superior de Ciências Religiosas Nossa Senhora do Pilar (1991-1995); capelão da comunidade religiosa do Colégio Teresiano do Pilar (1994-2010); professor de Sagradas Escrituras no Centro Regional de Estudos Teológicos de Aragão (1998-2005); Diretor do Centro de Saragoça do Instituto Superior de Ciências da Religião Santo Agostinho (1999-2005); delegado de Culto e Pastoral da Basílica Nossa Senhora do Pilar, de Saragoça (2007-2010); e vigário geral da Arquidiocese de Saragoça (2009-2010).
Em 30 de dezembro de 2010, o Papa Bento XVI nomeou-o bispo das dioceses de Huesca e de Jaca, unidas in persona Episcopi, mas independentes entre si, recebendo a consagração episcopal, em 5 de março de 2011 na catedral de Huesca, por Manuel Ureña Pastor, Arcebispo de Saragoça; os principais o-consagradores foram Cardeal Antonio Cañizares Llovera, Prefeito da Congregação para o Culto Divino e a Disciplina dos Sacramentos, e Arcebispo Renzo Fratini, Núncio Apostólico na Espanha e Andorra. No dia seguinte tomou posse da sé de Jaca.
O Papa Francisco nomeou-o bispo da Diocese de Sigüenza-Guadalajara, na província eclesiástica de Toledo, em 31 de outubro de 2023, em substituição ao seu ordinário, Dom Atilano Vicente Rodríguez Martínez, que teve seu pedido de renúncia ao múnus episcopal aceito pela Santa Sé em razão de ter atingido o limite etário estipulado pelo Código Canônico. Ele tomou posse de sua nova dioeces em 23 de dezembro seguinte.
Na Conferência Episcopal Espanhola, é membro da Comissão Episcopal para a Liturgia desde 2024. Anteriormente foi membro da Comissão Episcopal para a Evangelização, Catequese e Catecumenato (2020-2024); membro das Comissões Episcopais de Liturgia (2017-2020) e de Ensino e Catequese (2011-2020).